# Alexandrijská knihovna
Alexandrijská knihovna byla největší a nejslavnější knihovna starověku. Byla součástí věhlasného múseia v Alexandrii, vybudovaného z podnětu Ptolemaia I. Sótéra. Byla považována za hlavní centrum vzdělanosti od 3. století př. n. l. až do roku 48 př. n. l., kdy za války mezi Caesarem a Pompeiem zčásti vyhořela. Starověké zdroje pojednávající o ničení knihovny, o tom, kdo je zodpovědný za ničení a kdy k němu došlo, se liší. 
V roce 30 př. n. l., kdy Egypt dobyli Římané, její význam poklesl, přesto za vlády Julia Caesara přechovávala na 700 tisíc rukopisů na pergamenových svitcích (původně byl použit převážně papyrus, na který měla Alexandrie jistou dobu téměř monopol – doba přechodu na pergamen není známa), které shrnovaly tehdejší poznatky v oboru matematiky, astronomie, fyziky, lékařství a historie. Opisovači tyto rukopisy rozmnožovali na prodej či na výměnu. 
Roku 270 po útoku Aureliana byla poničena znovu a v roce 389 za náboženských bouří byla zbořena zcela, když ji z podnětu alexandrijského patriarchy Theofila zničilo vojsko římského císaře Theodosia I. Není ale jisté, jestli v té době se nejednalo již jen o pohanský chrám a jestli došlo ke zničení nějakých knih. 
O další činnosti knihovny neexistují jakékoliv záznamy. Ve 13. století se objevila v křesťanském světě legenda, že ji údajně nechal zničit kalif Omar při dobytí města Araby v roce 642.